# Louis de Valois, duc d’Orléans

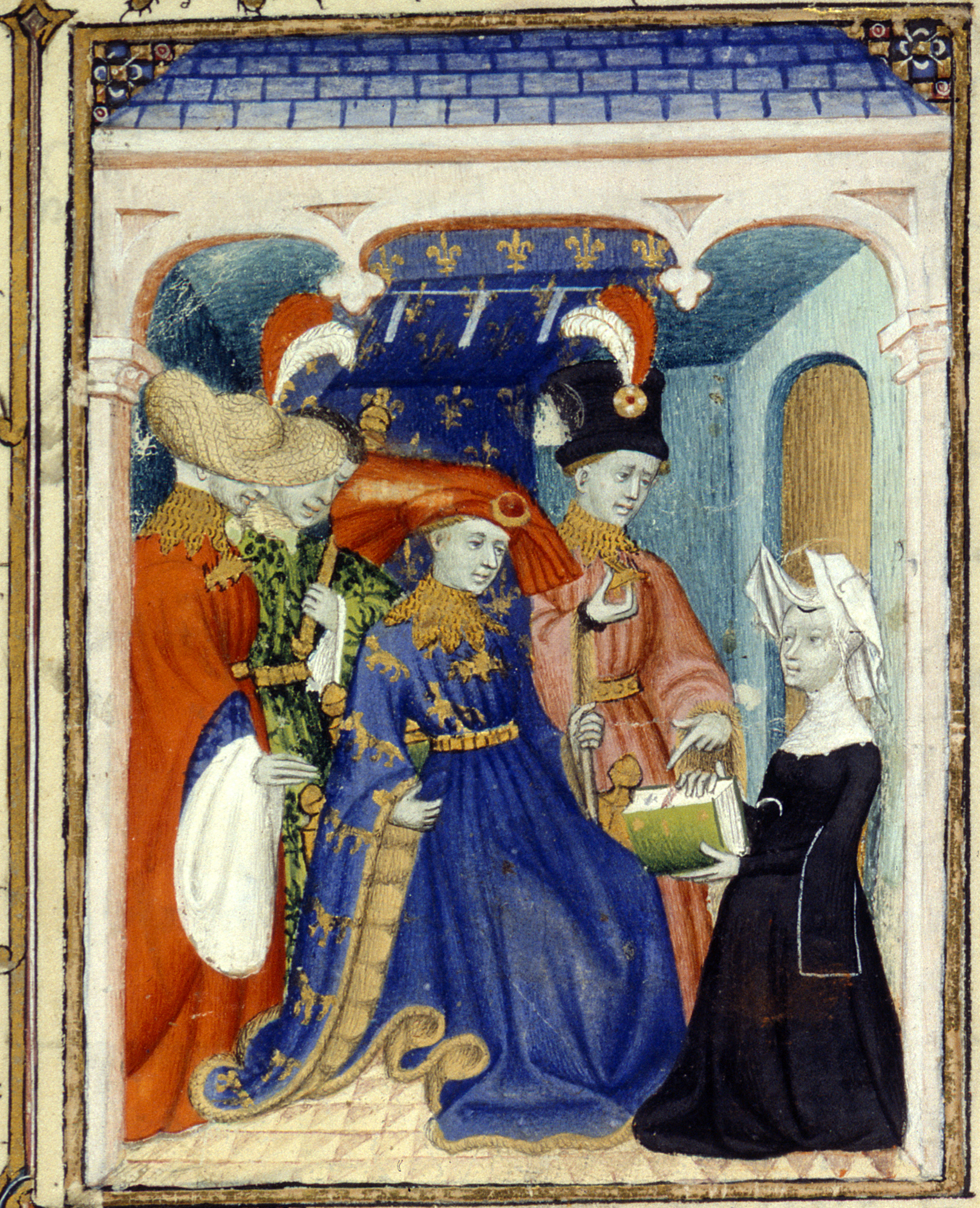
Ludwig von Valois, Herzog von Orléans

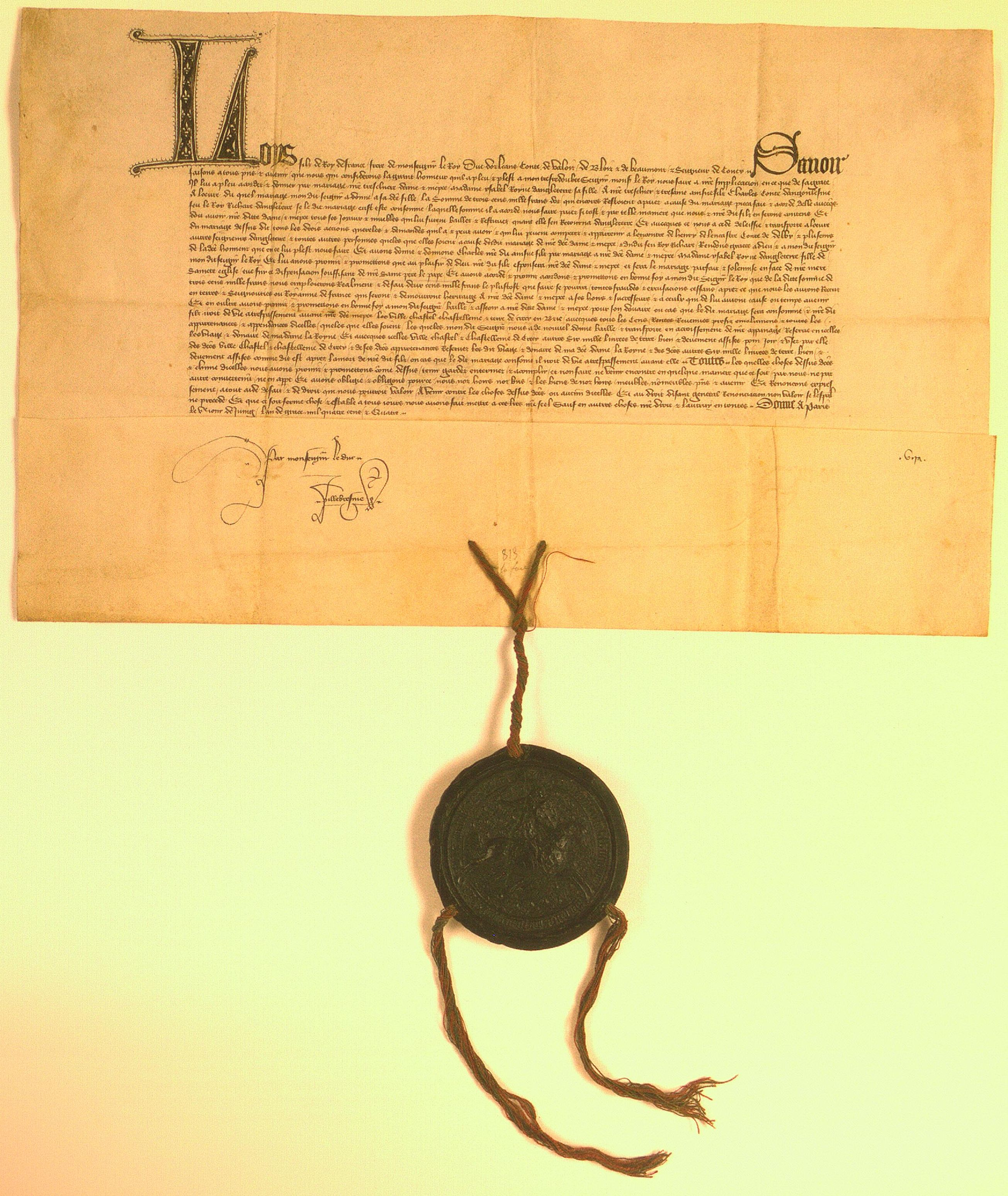
Urkunde Ludwigs vom 5. Juni 1404 betreffend die Konditionen der Heirat seines Sohnes Karl mit Isabella von Valois. Paris, Archives nationales, J 359, Nr. 26

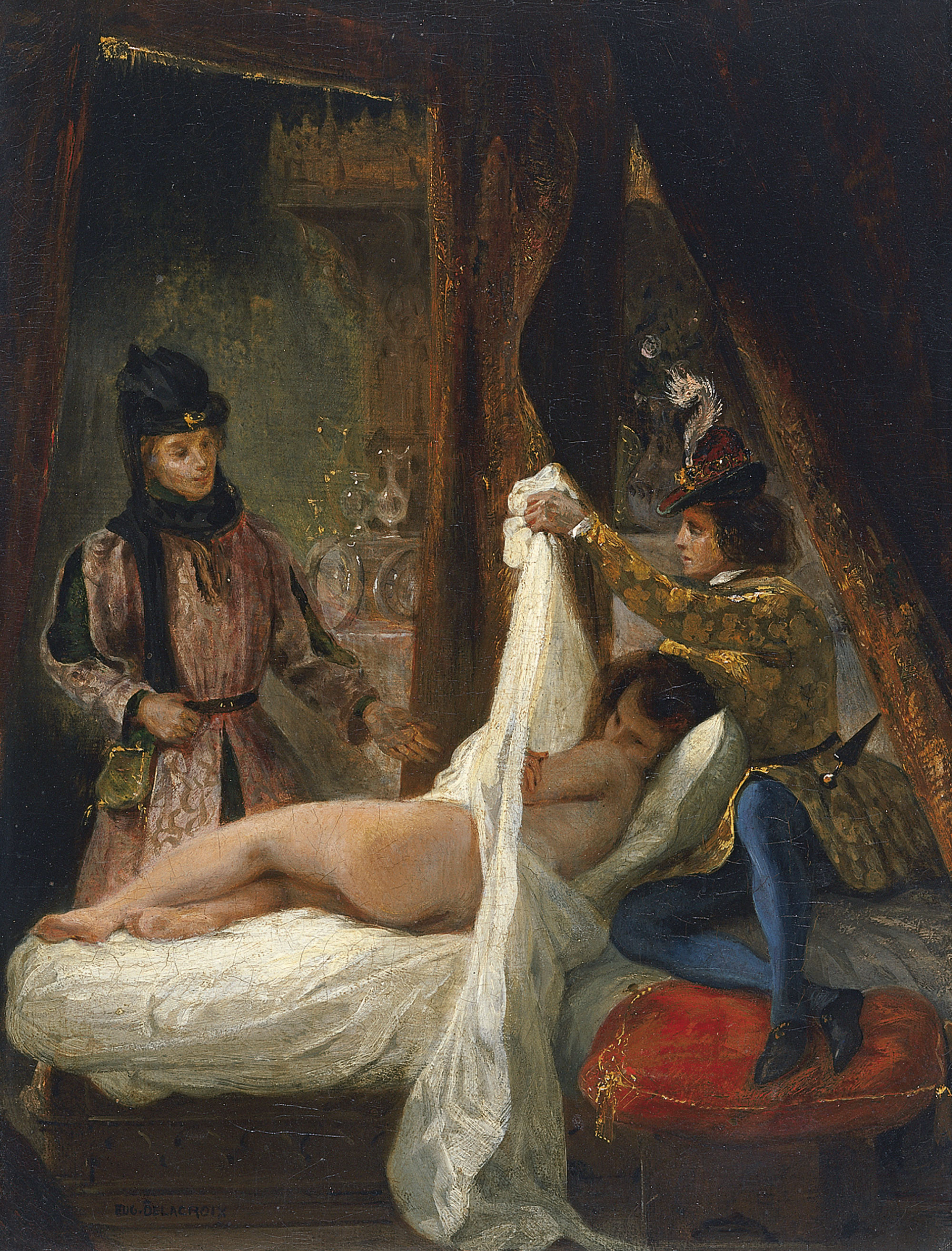
Ludwig von Orléans entschleiert seine Geliebte. Gemälde von Eugène Delacroix, 1826

Ludwig von Valois, Herzog von Orléans, Graf von Angoulême (* 13. März 1372; † 23. November 1407), war ein Sohn des französischen Königs Karl V. und der Johanna von Bourbon sowie jüngerer Bruder des französischen Königs Karl VI.

## Leben
Ludwig hatte in seinen jungen Jahren ein enges Verhältnis zu seinem gut drei Jahre älteren, schon mit zwölf auf den Thron gelangten Bruder, dem König. Er war intelligent und recht gebildet und betätigte sich als Mäzen, als der er z. B. den Dichter Eustache Deschamps protegierte. Vor allem aber war er ehrgeizig und liebte die Prachtentfaltung.
Da sein Bruder Karl VI. ab 1392 an schubweisen Zuständen geistiger Verwirrung litt, benötigte er einen Regenten und/oder einen Regentschaftsrat. Das erstere Amt fiel zunächst der jungen Königin Isabeau zu, später de facto ihrem Bruder Ludwig von Bayern, doch die Macht wurde in den 1390er-Jahren hauptsächlich vom Regentschaftsrat ausgeübt, den die Onkel des Königs bildeten, nämlich die Herzöge Ludwig von Anjou, Johann von Berry und vor allem der energische und mächtige Philipp der Kühne von Burgund (vgl. Regierung der Herzöge). Allerdings wuchs Louis nach und nach zu einem Konkurrenten Philipps heran. Nachdem dieser 1404 verstorben war, brach ein offener Machtkampf zwischen dessen Sohn und Nachfolger Johann Ohnefurcht und Ludwig aus. Dieser stand hierbei im Bündnis mit der Königin, seiner Schwägerin.

## Ermordung
Ende November 1407 ließ Johann seinen Cousin und Rivalen Ludwig durch Meuchelmörder auf offener Straße niederstechen und festigte so seine Machtposition am Hof. Dies erlaubte es ihm, sich der Bestrafung zu entziehen, die Ludwigs Gattin Valentina vergeblich durchzusetzen versuchte, bevor sie Ende 1408 erschöpft einer Krankheit erlag.

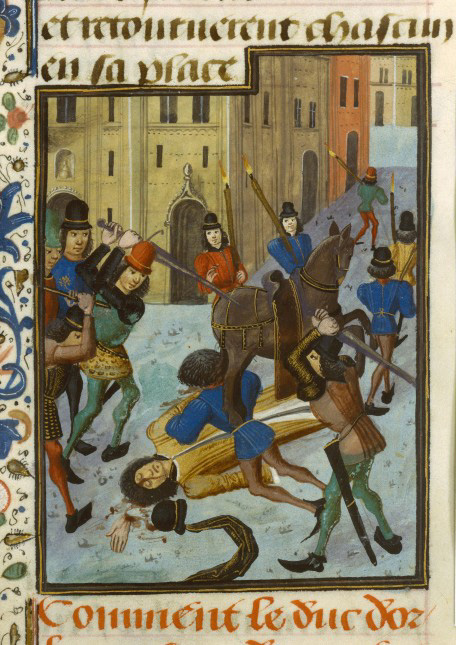
Ludwigs Ermordung in der Rue Vieille du Temple.

Zu seiner Rechtfertigung hatte Johann im selben Jahr den Rechtsgelehrten Jean Petit beauftragt, in einer längeren Schrift die Tat als Tyrannenmord hinzustellen, mit Argumenten, die angesichts von Ludwigs Prunk- und Verschwendungssucht sowie seiner lockeren Sitten nicht völlig aus der Luft gegriffen waren.
Der Mord an Ludwig löste einige Jahre später den Bürgerkrieg der Armagnacs und Bourguignons aus. Johann selbst wurde in dessen Verlauf ebenfalls ermordet, als er sich 1419 auf der Seine-Brücke von Montereau mit dem Dauphin, dem späteren König Karl VII., zu einem vermeintlichen Versöhnungsgespräch traf.
Eine fiktive Vorgeschichte der Ermordung Ludwigs findet sich bei Balzac in dessen Contes drôlatiques (Tolldreiste Geschichten) in der zweiten Serie unter dem Titel La fausse courtisane.

## Ehe und Nachkommen
Ludwig war als Kind 1374 mit Katharina, der Tochter König Ludwigs I. von Ungarn und Polen verlobt worden, es kam aber nicht zur Eheschließung, da diese schon 1378 starb.
1389 wurde er mit Valentina Visconti, seiner Cousine 1. Grades, Tochter des Herzogs Gian Galeazzo Visconti von Mailand, vermählt. Aus der Ehe gingen zehn Kinder hervor, von denen nur vier überlebten:
- Karl, Herzog von Orléans (dessen Sohn Ludwig als Ludwig XII. 1498 König wurde)
- Philipp, Herzog von Vertus (der 24-jährig starb)
- Johann, Graf von Angoulême (dessen Enkel Franz 1515 als Franz I. König wurde)
- Margarete von Orléans.

Darüber hinaus hatte Ludwig auch außereheliche Kinder. Das bekannteste war der legitimierte Sohn und spätere Heerführer Johann, Graf von Dunois, der zeitweilig die Rolle des Familienchefs der Orléans übernehmen musste, nachdem seine Halbbrüder Karl und Johann als Gefangene bzw. als Geisel nach England verschleppt worden waren und Philipp jung verstorben war.